# Culex tamsi
Culex tamsi är en tvåvingeart som beskrevs av Edwards 1934. Culex tamsi ingår i släktet Culex och familjen stickmyggor.
Artens utbredningsområde är São Tomé. Inga underarter finns listade i Catalogue of Life.